# Susanne Lahme
Susanne Lahme (Luckenwalde, 10 september 1968) is een voormalig volleyballer en beachvolleyballer uit Duitsland. In de zaal kwam ze in totaal 263 keer uit voor de nationale ploegen van Oost-Duitsland en Duitsland. Met de Oost-Duitse vrouwen werd ze eenmaal Europees kampioen en tweemaal vice-kampioen; met de Duitse ploeg won ze een bronzen medaille bij de EK. Daarnaast nam ze viermaal deel aan de Olympische Spelen, waarvan een keer als beachvolleyballer.

## Carrière

### Zaal

#### Nationale ploeg
Lahme speelde in totaal 263 interlands voor de Duitse en Oost-Duitse ploeg. Met de Oost-Duitse vrouwen werd ze in 1987 Europees kampioen en won ze in 1985 en 1989 zilver bij de EK. Bij alle drie de finales was de Sovjet-Unie de tegenstander. Bij de Olympische Spelen van 1988 in Seoel eindigde het team als vijfde nadat de wedstrijd om de vijfde plaats gewonnen werd van Brazilië. In 1991 behaalde ze met verenigde Duitsland de bronzen medaille bij de EK door Italië in de troostfinale te verslaan. In 1992 en 1993 werd Lahme bovendien verkozen tot Duits volleyballer van het jaar. Bij het wereldkampioenschap van 1994 bereikte ze met de Duitse vrouwen de kwartfinale die verloren werd van de latere winnaar Cuba. Via overwinningen op China en de Verenigde Staten behaalde Duitsland uiteindelijk de vijfde plaats. Bij de Spelen van Atlanta in 1996 en Sydney in 2000 werd Lahme met de nationale ploeg respectievelijk achtste en zesde.

#### Clubverband
Lahme begon haar volleybalcarrière bij SC Dynamo Berlin – dat later opging in CJD Berlin – waar ze van 1980 tot en met 1993 volleybalde. Met de club won ze achtmaal het (Oost-)Duitse kampioenschap en negenmaal de (Oost-)Duitse beker. Met het Italiaanse Pallavolo Femminile Matera won ze in 1996 de CEV Champions League en het seizoen daarop werd ze met Club Leites Nestle Sorocaba in Brazilië landskampioen. In 1998 won ze met Foppapedretti Bergamo vervolgens het Italiaanse kampioenschap, de beker en de superbeker. Twee jaar later won ze met het eveneens Italiaanse Pallavolo Sirio Perugia de CEV Cup.

### Beach
In 2002 maakte Lahme de overstap naar het beachvolleybal. Ze vormde dat jaar een team met Danja Müsch met wie ze tot en met 2005 samen zou spelen. Het eerste seizoen deden ze mee aan drie toernooien in de FIVB World Tour en eindigden ze als tweede bij de NK in Timmendorfer Strand achter Stephanie Pohl en Okka Rau. Het jaar daarop werden ze derde bij de Duitse kampioenschappen. Internationaal namen ze deel aan tien wedstrijden in aanloop naar de wereldkampioenschappen in Rio met onder meer een tweede plaats in Lianyungang en een vijfde plaats in Milaan als resultaat. Bij de WK verloren ze in de zestiende finale van Pohl en Rau. In 2004 was het tweetal actief op acht FIVB-toernooien. Ze behaalden daarbij onder andere een tweede plaats (Mallorca), een vierde plaats (Berlijn) en twee vijfde plaatsen (Osaka en Shanghai). Bij de EK in eigen land eindigden ze op een gedeelde negende plaats nadat het Noorse duo Susanne Glesnes en Kathrine Maaseide in de achtste finale te sterk was. Bij de Olympische Spelen in Athene bereikten Lahme en Müsch eveneens de achtste finale die verloren werd van Lucilla Perrotta en Daniela Gattelli uit Italië.
Het daaropvolgende seizoen deden ze in de World Tour mee aan zeven reguliere toernooien met een vijfde plaats in Gstaad en een zevende plaats in Sint-Petersburg als beste resultaat. Bij de WK in Berlijn verloren ze in de derde ronde van het Griekse tweetal Vasso Karadassiou en Vassiliki Arvaniti, waarna ze in de vierde ronde van het herkansingsschema werden uitgeschakeld door Adriana Behar en Shelda Bede uit Brazilië. In Timmendorfer Strand werden Lahme en Müsch ten koste van Pohl en Rau nationaal kampioen. Nadat Müsch na afloop van het seizoen haar carrière had beeïndigd, vormde Lahme tot en met 2007 een team met Geeske Banck. Het eerste jaar namen ze deel aan twaalf toernooien in de mondiale competitie met een zevende plaats in Acapulco en een negende plaats in Phuket als beste resultaat. Het seizoen daarop kwamen ze bij zeven reguliere FIVB-toernooien tot een negende plaatsen (Warschau). Bij de WK in Gstaad verloren ze in de zestiende finale van hun landgenoten Rieke Brink-Abeler en Hella Jurich. Na een knieoperatie in augustus 2007 zette Lahme een punt achter haar sportieve loopbaan.

## Palmares

### Zaal
Nationale ploeg
- 1985:  EK
- 1987:  EK
- 1988: 5e OS
- 1989:  EK
- 1991:  EK
- 1994: 5e WK
- 1996: 8e OS
- 2000: 6e OS

Clubverband
- 1983:  Oost-Duitse beker
- 1984:  Oost-Duitse beker
- 1985:  Oost-Duits kampioenschap
- 1985:  Oost-Duitse beker
- 1986:  Oost-Duits kampioenschap
- 1986:  Oost-Duitse beker
- 1987:  Oost-Duits kampioenschap
- 1987:  Oost-Duitse beker

- 1988:  Oost-Duits kampioenschap
- 1989:  Oost-Duits kampioenschap
- 1989:  Oost-Duitse beker
- 1990:  Oost-Duits kampioenschap
- 1991:  Oost-Duits kampioenschap
- 1991:  Oost-Duitse beker
- 1992:  Duitse beker
- 1993:  Duits kampioenschap
- 1993:  Duitse beker

- 1996:  CEV Champions League
- 1997:  Braziliaans kampioenschap
- 1998:  Itialiaans kampioenschap
- 1998:  Itialiaanse beker
- 1998:  Itialiaanse superbeker
- 2000:  CEV Cup

### Beach
Kampioenschappen
- 2002:  NK
- 2003:  NK
- 2004: 9e OS
- 2005:  NK

FIVB World Tour
- 2003:  Lianyungang Open
- 2004:  Mallorca Open